# Llenguatge SAS
El llenguatge SAS és un llenguatge de programació informàtica utilitzat per a l’anàlisi estadística, creat per Anthony James Barr a la Universitat Estatal de Carolina del Nord. Pot llegir dades de fulls de càlcul i bases de dades comuns i emetre els resultats d’anàlisis estadístiques en taules, gràfics i com a documents RTF, HTML i PDF. El llenguatge SAS s'executa sota compiladors que es poden utilitzar a Microsoft Windows, Linux i diversos altres ordinadors UNIX i mainframe. El sistema SAS i el sistema World Programming (WPS) són compiladors del llenguatge SAS.

## Visió general de la sintaxi
El llenguatge és un llenguatge de programació informàtica específic de domini completament Turing amb molts dels atributs d’un llenguatge de comandament. Està estretament centrat en l’anàlisi estadística de dades. El llenguatge consta de dos tipus principals de blocs: blocs DATA que introdueixen nous conjunts de dades i blocs PROC que realitzen procediments sobre ells. Un exemple senzill és el següent:
```
* COMENTARI

Data TEMP;

 
input
 
X
 Y Z;

 datalines;

1 2 3

5 6 7

;

PROC PRINT 
DATA = TEMP
;

RUN;

```

Els scripts SAS tenen l’extensió .sas.

## Estat legal
SAS és desenvolupat i patrocinat per SAS Institute. Un competidor, World Programming System, ha desenvolupat un intèrpret i eines que permeten l’execució dels scripts SAS.